# مجمع زغرتا الرياضي
مجمع زغرتا الرياضي المعروف باسم ملعب المرداشية هو ملعب يتسع لـ 5000 متفرج في زغرتا، لبنان، ويستخدم حاليا لمباريات كرة القدم، وهو ملعب نادي السلام زغرتا وكذلك أندية أخرى في زغرتا.
خضع الملعب لأعمال تجديد بين يونيو وأغسطس 2022، من أجل استضافة المباريات في موسم الدوري اللبناني الممتاز 2022–23.